# إتينا
إتينا (بالبرتغالية: Itaúna)؛ بلدية في ولاية ميناس جيرايس في المنطقة الجنوبية الشرقية من البرازيل.